# Marc Garetto
 (août 2022).
Marc Garetto, né le 6 janvier 1983 à Valréas, est un musicien, chef d'orchestre, arrangeur et compositeur de musique français.

## Biographie
Son répertoire comprend surtout des œuvres de musique pour orchestre symphonique ou d'harmonie. Il s'agit de compositions inspirées par la musique de film, mais aussi divers arrangements et transcriptions de musique classique[réf. nécessaire].
Il travaille en collaboration avec le clarinettiste Jonathan Gleyse.

## Œuvres principales

### Transcriptions et arrangements pour orchestre
- 2022 : Adios Muchachos de Julio Cesar Sanders
- 2021 : La Belle Époque ! (medley)
- 2019 : Panis Angelicus de César Franck
- 2018 : Variations Enigma de Edward Elgar
- 2018 : Danses hongroises de Johannes Brahms
- 2017 : Por una Cabeza de Carlos Gardel
- 2017 : Hallelujah de Leonard Cohen
- 2016 : Peer Gynt, sélections de Edvard Grieg
- 2016 : Le Lac des cygnes de Piotr Ilitch Tchaïkovski, 2016
- 2015 : Beauty & the Beast de Alan Menken
- 2015 : Sérénade (Ständchen) de Franz Schubert
- 2014 : Ave verum corpus de Wolfgang Amadeus Mozart

### Compositions pour orchestre d'harmonie
- 2015 : Ouverture
- 2016 : La Fin du jour
- 2017 : Les Déclarations
- 2017 : Julia Bird (musique de film), 2017[4],[5]

### Compositions pour orchestre et chœur
- 2017 : Chœur du cœur
- 2020 : Stabat Mater (douze mouvements)

### Compositions pour orchestre et soliste
- 2021 : Concerto pour clarinette basse
- 2021 : Quintette pour clarinette
- 2021 : Soleil d'automne

### Compositions pour soliste lyrique
- 2017 : Ave Maria
- 2019 : Romance[6]
- 2021 : Laudate Dominum (sur un prélude de Bach)
- 2022 : Chanson d'automne (sur un poème de Verlaine)